# Udenrigsråd
Udenrigsråd er betegnelsen for de embedsmænd i Udenrigsministeriet, som står i spidsen for henholdsvis Nordgruppen, Sydgruppen og Danmarks Eksportråd. De er underlagt direktøren for Udenrigsministeriet. 
Til direktøren for Udenrigsministeriet refererer endvidere administrationschefen (chefen for Fællessekretariatet) og afdelingschefen for Borgerservice.